# Chlorochaeta signifera
Chlorochaeta signifera är en fjärilsart som beskrevs av W. Warren 1893. Chlorochaeta signifera ingår i släktet Chlorochaeta och familjen mätare. Inga underarter finns listade i Catalogue of Life.